# Большое Сивицкое озеро
Большое Сивицкое (Засивицкое) — озеро в Лядской волости Плюсского района Псковской области. Площадь — 0,03 км² (3,00 га), наибольшая глубина 2,6 м. Из озера по ручью сток осуществляется в реку Озванку. На озере населённых пунктов нет. Тип озера — плотвично-окуневый; водятся щука, плотва, окунь, вьюн, карась. Берега низкие, в основном заболоченные, коряги, сплавины; дно илистое.